# Tom et Jerry au pays des neiges
Pour plus de détails, voir Fiche technique et Distribution.
Tom et Jerry au pays des neiges (Tom and Jerry: Snowman's Land) est un film d'animation réalisé par Darrell Van Citters, sorti en 2022 directement en DVD.

## Fiche technique
Sauf indication contraire, les informations mentionnées dans cette section peuvent être confirmées par la base de données cinématographiques IMDb,  présente dans la section « Liens externes ».
- Titre original : Tom and Jerry: Snowman's Land
- Titre français : Tom et Jerry au pays des neiges
- Titre canadien français : Tom et Jerry : le pays des Bonhommes de neige
- Réalisation : Darrell Van Citters
- Scénario : Will Finn et Jase Ricci
- Montage : Michael D'Ambrosio
- Musique : Vivek Maddala
- Production : Kimberly S. Moreau
- Production associée :
- Production exécutive : Sam Register, Joseph Barbera et William Hanna
- Société de production : Warner Bros. Animation, Turner Entertainment
- Société de distribution : Warner Home Video
- Pays d’origine : États-Unis
- Langue originale : Anglais
- Genre : Animation, comédie d'aventures fantastiques
- Format : Couleur, Dolby Digital, rapport de forme : 1.85 : 1
- Durée : 76 minutes (1 h 16)
- Dates de sortie : 
  - États-Unis : 15 novembre 2022  (Internet)
  - Royaume-Uni : 14 novembre 2022 (première DVD)

## Distribution

### Voix originales
Sauf indication contraire, les informations mentionnées dans cette section peuvent être confirmées par la base de données cinématographiques IMDb,  présente dans la section « Liens externes ».
- Kath Soucie : Tuffy la souris grise
- Kimberly Brooks : le policier de neige et la petite fille
- Laraine Newman : Mrs. LePage
- Kevin Michael Richardson : Larry le bonhomme de neige
- Carlos Alazraqui : Floyd
- Joey D'Auria (en) : Butch le chat
- Rick Zieff : Meathead le chat et Narrateur
- Joey D'Auria : Butch le chat

En plus :
- William Hanna : Tom le chat et Jerry la souris (reprises d'archives)

### Voix françaises
- Caroline Combes : Tuffy
- Gérard Surugue : Butch le chat
- Marie Zidi
- Stéphane Ronchewski
- Damien Ferrette
- François Delaive

Version française de doublage :
- Société de doublage : Deluxe Media Paris
- Direction artistique et adaptation : Jérôme Pauwels